# Micky Ward
George Michael Ward Jr. (ur. 4 października 1965 w Lowell) − amerykański zawodowy bokser wagi junior półśredniej (do 140 funtów), były mistrz organizacji WBU i pretendent do mistrzostwa świata IBF. Bohater biograficznego filmu Fighter.

## Kariera
Pochodzi z wielodzietnej rodziny o irlandzkich korzeniach. Jako amator był trzykrotnym mistrzem Nowej Anglii. Na zawodowstwo przeszedł w 1985 roku. Do końca 1988 roku stoczył 20 walk, 18 zwycięskich i 2 przegrane. W 1989 roku przegrał pojedynek z Haroldem Brazierem (ówczesny bilans 67-10-1) o interkontynentalne mistrzostwo IBF. Porażka ta była pierwszą z serii czterech, w wyniku których postanowił w 1991 roku zakończyć bokserską karierę (w wieku 26 lat). Na decyzję tę miały również wpływ liczne niezaleczone kontuzje prawej dłoni oraz skazanie na karę pozbawienia wolności jego brata i trenera Dicky’ego Eklunda. Po ponad dwóch latach, w trakcie których utrzymywał się z pracy robotnika drogowego, za namową Eklunda (który do tego czasu odbył karę) wrócił jednak do boksu.
W ciągu niecałych trzech lat od swojego powrotu wygrał 9 walk z rzędu, w tym 7 przed czasem. Ostatnią z nich był tryumf nad niepokonanym dotąd Meksykaninem Alfonso Sanchezem (16-0-0), z którym Ward przegrał wszystkie sześć pierwszych rund, zanim znokautował go w siódmej ciosem sierpowym w korpus. Dzięki temu zwycięstwu otrzymał szansę walki o mistrzostwo świata IBF z Vince’em Phillipsem (36-3-0). Odbyła się ona 9 sierpnia 1997 roku w Bostonie. Została zatrzymana już w trzeciej rundzie, gdyż Ward doznał po jednym z ciosów rywala głębokiego rozcięcia skóry. Tym samym Phillips obronił tytuł, wygrywając przez techniczny nokaut.
W latach 1998–1999 Ward stoczył pięć walk − cztery wygrane przez nokaut oraz jedną przegraną przez decyzję z późniejszym wielokrotnym mistrzem świata Zabem Judah (15-0-0). 11 marca 2000 roku zmierzył się w Londynie z wyżej notowanym Shea Nearym (22-0-0), a stawką walki był będący w posiadaniu Brytyjczyka pas mistrzowski mało znaczącej organizacji World Boxing Union (WBU). Ward wygrał przez techniczny nokaut w ósmej rundzie, dzięki kombinacji lewy sierpowy w korpus – lewy podbródkowy.
W lipcu 2001 roku wygrał przez jednogłośną decyzję z Emanuelem Burtonem (24-17-4) w zaciętym 10-rundowym pojedynku, który ESPN oraz The Ring ogłosiły starciem roku. Obaj pięściarze zaprezentowali niezwykle ofensywny styl walki, wyprowadzając średnio 210 ciosów na rundę, w tym 74 celnych (w sumie Ward zadał ich 1182 – w tym 320 celnych, a Burton 918 – 421 celnych).

### Trzy walki z Gattim
Choć Ward był znany w środowisku pięściarskim, sławę w szerszych kręgach przyniosły mu dopiero stoczone w latach 2002-2003 trzy walki z Kanadyjczykiem włoskiego pochodzenia Arturo Gattim (34-5-0). Są one określane mianem jednej z najbardziej zaciętych i pamiętnych trylogii w historii zawodowego boksu. W pierwszym pojedynku, rozegranym 18 maja 2002 roku w Uncasville, tryumfował Amerykanin przez decyzję większości (94-94, 94-93, 95-93), głównie dzięki nokdaunowi w dziewiątej rundzie, po lewym sierpowym w korpus (Gatti wstał dopiero na „9”). Walka była niezwykle brutalna. W jej trakcie obaj pięściarze przyjęli tak dużą ilość ciosów, że musieli być potem hospitalizowani.
23 listopada tego samego roku doszło w Atlantic City do rewanżu. W trzeciej rundzie Ward był liczony po otrzymaniu silnego ciosu sierpowego w okolice prawego ucha, w wyniku którego doznał zerwania błony bębenkowej i urazu błędnika (miał potem problemy z balansem ciała i utrzymaniem równowagi). Gatti próbował znokautować rannego przeciwnika w kolejnych rundach, jednak Ward zdołał wytrwać do końca pojedynku. Ostatecznie Kanadyjczyk wygrał jednogłośnie na punkty (98-91, 98-91, 98-90). Po walce stwierdził: „Zawsze się zastanawiałem co by się stało, gdybym walczył ze swoim bliźniakiem. Teraz już wiem”.
7 czerwca 2003 roku w Atlantic City pięściarze zmierzyli się po raz trzeci. Za tę walkę otrzymali największe gaże – ponad 3 mln dolarów do podziału. Wcześniej Ward ogłosił, że będzie to jego ostatni występ w karierze. Trzy pierwsze rundy wygrał Gatti, który odmiennie niż w dwóch poprzednich pojedynkach unikał angażowania się w wymiany ciosów, kontrolując walkę za pomocą uderzeń z dystansu. W trzeciej rundzie Ward doznał nieodwracalnego uszkodzenia siatkówek obu oczu, które spowodowały u niego zaburzenia w widzeniu. Mimo to w czwartej pojedynek niespodziewanie się wyrównał, obaj bokserzy wyprowadzili liczne serie ciosów. Po jednym z nich Gatti złamał prawą dłoń, jednak walczył dalej. W szóstej rundzie Ward powalił go na deski prawym sierpowym, ale liczenie sędziego zostało przerwane przez gong kończący rundę. Po przerwie Kanadyjczyk zdołał odzyskać inicjatywę, wygrywając cztery ostatnie starcia. Sędziowie jednogłośnie przyznali zwycięstwo Gattiemu (96-93, 96-93, 97-92).
Pierwszy i trzeci pojedynek zostały nagrodzone przez „The Ring” tytułem „walki roku” (był to trzeci rok z rzędu, gdy walka z udziałem Warda otrzymała to wyróżnienie). W 2010 roku HBO wymieniło je na swojej liście siedmiu „walk dekady”. 37-letni Ward, zgodnie z zapowiedziami, po trzeciej walce zakończył karierę. Natomiast Gatti w następnym roku zdobył mistrzostwo świata WBC. Ostatnią walkę w karierze stoczył w 2007 roku, a w jego narożniku stał wówczas Ward. Obaj pięściarze bowiem zaprzyjaźnili się i utrzymywali ze sobą bliskie kontakty aż do tragicznej śmierci Gattiego w 2009 roku.
W 2010 roku Ward wciąż mieszkał w rodzinnym Lowell. Prowadzi tam klub bokserski oraz jest współwłaścicielem lodowiska hokejowego.

## Fighter
W 2010 roku powstał hollywoodzki film pt. Fighter. Jego fabuła została oparta na sportowej karierze Micky’ego Warda oraz jego relacjach z przyrodnim bratem, a zarazem trenerem, Dickym Eklundem. W rolę Warda wcielił się Mark Wahlberg. Sam pięściarz był zatrudniony przy produkcji filmu jako konsultant oraz trener Wahlberga.
Dzieło zostało pozytywne ocenione przez recenzentów. Było chwalone za stosunkowo wierne odtworzenie wątków z życia boksera, pomimo kilku dość istotnych nieścisłości. Jako jedna z największych wskazywana jest walka przeciwko Neary'emu o „mistrzostwo świata” WBU, która w filmie stanowi kulminacyjny moment kariery Warda. W rzeczywistości tytuły nadawane przez WBU nigdy nie cieszyły się prestiżem i w środowisku zawodowego boksu nie były uznawane za pełnoprawne mistrzostwo świata, a Neary nie należał do zawodników z ówczesnej światowej czołówki. Ukazany w filmie przebieg samej walki również odbiegał od prawdy. Nokdaun Warda z trzeciej rundy w rzeczywistości nie miał miejsca, a pojedynek od samego początku był wyrównany. Co więcej zdaniem ekspertów transmitującej walkę stacji HBO minimalnie na punkty wygrywał ją Amerykanin.